# Chimarrhis
Chimarrhis là một chi thực vật có hoa trong họ Thiến thảo (Rubiaceae).

## Loài
Chi Chimarrhis gồm các loài: